# هارینتانا ثنا
هارینتانا ثنا (به لاتین: Harintana Thana) یک منطقهٔ مسکونی در بنگلادش است که در ناحیه کولنا واقع شده‌است.